# Sete e Pico, Oito e Coisa, Nove e Tal
Sete e Pico, Oito e Coisa, Nove e Tal é o sétimo álbum do grupo a cappella português Vozes da Rádio, lançado no ano de 2007. Este trabalho discográfico é o primeiro álbum das Vozes da Rádio composto principalmente por versões, num disco que pretendeu ser um tributo do quinteto do Porto aos seus conterrâneos do Conjunto António Mafra.  Este trabalho sucedeu ao álbum Mulheres de 2005.
Para a homenagem ao conjunto típico da cidade do Porto, as Vozes da Rádio convidaram uma série de músicos, também eles tripeiros, que se associaram a este tributo.  O disco é composto por 13 temas havendo apenas um original, “Marchinha para os Mafras”, uma canção de Jorge Prendas com letra de Carlos Tê e que tem na interpretação além das Vozes, o Conjunto António Mafra.
O disco foi gravado entre Abril e Maio de 2007, teve produção das Vozes da Rádio e foi gravado, misturado e masterizado por Vítor Silva no estúdio Vibe Zone. A capa - bem como todo o design do booklet -, é da autoria de Miguel Marafuz.
O lançamento do disco foi feito em Junho de 2007 por altura das festas populares.

## Antes da gravação
Em 1995, tinham as Vozes da Rádio lançado o seu primeiro álbum Bruxas, Heróis e Males d'Amor, houve um encontro que definiu a realização deste disco. No Casino da Póvoa e durante a realização de um programa televisivo apresentado por Júlio Isidro, o quinteto a cappella cruzou-se com Conjunto António Mafra, que também ali estava a promover um disco novo, e logo foi feita a promessa de um dia fazerem qualquer coisa juntos.
Após a gravação e apresentação de Mulheres (2005), um disco apenas com originais de Jorge Prendas e João Monge onde as Vozes também assumem o papel de instrumentistas tocando vários instrumentos, o grupo achou que deveria voltar ao mais clássico estilo a cappella fazendo desta vez um álbum de versões. Daí que muito naturalmente tenham decidido pegar na ideia já antiga de gravar êxitos do Conjunto António Mafra.
O primeiro passo foi uma ida do quinteto a cappella à sala de ensaio do Conjunto António Mafra, o famoso cantinho da rambóia na zona dos Clérigos, onde foi apresentada a ideia do disco e de envolver outros músicos da cidade. Os Mafras gostaram imenso da ideia e manifestaram grande vontade de também participarem neste disco.
O passo seguinte foi convidar todos os participantes no disco. Alguns deles sugeriram mesmo as canções que gostariam de cantar. Foi o caso de Rui Reininho com “Vinho da Clarinha” e de Sérgio Godinho com “Na barraca do Luís”.

## Gravação
As gravações decorreram essencialmente de noite no estúdio de Vítor e Sérgio Silva Vibe Zone, na Maia. Pela primeira vez as Vozes da Rádio gravaram individualmente e não em bloco pois o estúdio não permitia a gravação do quinteto ao mesmo tempo. O Conjunto António Mafra, Sérgio Castro, Manuela Azevedo, Carlos Tê e Rui Reininho, Sérgio Silva e Vítor Silva gravaram neste estúdio. Newmax, Sérgio Godinho e Rui Veloso gravaram as suas participações noutros locais. O ambiente em estúdio foi sempre de grande alegria e muitas vezes começava logo pelo jantar no restaurante Novo Mundo, mesmo ao lado do local de gravação.

## Composição e estilo
A música de António Mafra caracteriza-se pelo humor e pela forma sua simples e popular, duas características que estão também presentes na música das Vozes da Rádio. Daí que o processo de arranjo e até de apropriação deste repertório fosse muito fácil para o quinteto a cappella. À semelhança do que tinha acontecido com o disco Natal de 2003, também neste os arranjos foram divididos por elementos do grupo, havendo neste trabalho arranjos de Tiago Oliveira, Ricardo Fráguas e Jorge Prendas. Apesar desta divisão o disco é bastante homogéneo no que diz respeito à estrutura e abordagem vocal. A isto não será alheio o facto deste trabalho surgir numa altura de grande conhecimento vocal entre todos os elementos e após anos de actividade muito regular, por vezes intensa, que levou a esse mesmo conhecimento.

## Lançamento e recepção
Não houve um lançamento oficial deste disco. As músicas naturalmente foram entrando no repertório das Vozes da Rádio tendo sido muitas delas gravadas no dvd "Radioterapia" que nunca foi editado. O ponto mais alto da associação das Vozes da Rádio com o Conjunto António Mafra deu-se em Maio de 2009 quando os dois grupos se apresentaram juntos em palco num concerto que deu origem ao dvd/cd Ora Vejam Lá.

## Curiosidades
- Sérgio Godinho gravou a sua parte em Lisboa com Nuno Oliveira, na altura o técnico de som das Vozes da Rádio. Rui Veloso gravou em Vale de Lobos no seu estúdio.

- O tema “O carteiro” foi pensado para ser cantado por Carlos Polónia. No entanto no dia da gravação o cantor do Porto não pode ir ao estúdio e não havendo outra data disponível, o grupo optou por assumir o tema sozinho.

- Após o fim do Conjunto António Mafra, sobretudo depois da morte do seu eterno vocalista Manuel Barros, foram vários que mencionaram este trabalho e o seu significado histórico para a música portuguesa.[5]

- O tema "Sete e Pico, Oito e Coisa, Nove e Tal" conta com a participação de todos os músicos que participaram no álbum e tem ainda uma quadra que na altura foi proibida pela PIDE. Esta quadra neste disco ficou a cargo do Conjunto António Mafra.

- O loop vocal de "Vi-te picar no ouriço" foi construído por Vítor Silva a partir de sons vocais das Vozes da Rádio.

## Faixas
| N.º            | Título                       | Compositor(es)            | voz principal                    | Duração |  |
| 1.             | "Carrapito da D. Aurora"     | A. Mafra. Arr:T. Oliveira | Jorge Prendas                    | 2:14    |  |
| 2.             | "Aperta o cordão ó Berta"    | A. Mafra. Arr:J. Prendas  | Rui Veloso, J. Prendas           | 3:50    |  |
| 3.             | "Vinho da Clarinha"          | A. Mafra. Arr:R. Fráguas  | Rui Reininho, A. Miguel          | 3:28    |  |
| 4.             | "O pato da pena preta"       | A. Mafra. Arr:R. Fráguas  | Manuela Azevedo, T. Oliveira     | 3:30    |  |
| 5.             | "Manjerico"                  | A. Mafra. Arr:J. Prendas  | António Miguel                   | 2:01    |  |
| 6.             | "Chapéu de palha faz sombra" | A. Mafra. Arr:J. Prendas  | Sérgio Castro, J. Prendas        | 3:10    |  |
| 7.             | "Na barraca do Luís"         | A. Mafra. Arr:J. Prendas  | Sérgio Godinho,R. Fráguas        | 3:20    |  |
| 8.             | "O carteiro"                 | A. Mafra. Arr:J. Prendas  | Jorge Prendas                    | 3:07    |  |
| 9.             | "Amores das Beiras"          | A. Mafra. Arr:T. Oliveira | Miguel Guedes, A. Miguel         | 2:28    |  |
| 10.            | "Vi-te picar no ouriço"      | A. Mafra. Arr:R. Fráguas  | Newmax, R. Fráguas               | 4:17    |  |
| 11.            | "Sete e pico..."             | A. Mafra. Arr:J. Prendas  | Todos                            | 4:35    |  |
| 12.            | "Marchinha para os Mafras"   | C. Tê, J. Prendas         | C. António Mafra, Vozes da Rádio | 3:05    |  |
| 13.            | "Ora vejam lá"               | A. Mafra. Arr:VdR         | Vozes da Rádio                   | 3:35    |  |
| Duração total: | Duração total:               | Duração total:            | Duração total:                   | 42:26   |  |

## Membros
Banda
- Tiago Oliveira
- Jorge Prendas
- Rui Vilhena
- António Miguel
- Ricardo Fráguas

Músicos convidados e equipe técnica
- Vítor Silva - gravação, mistura, masterização e guitarra eléctrica (Vi-te picar no ouriço)
- Sérgio Silva - bateria (O carteiro e Ora vejam lá)
- Rui Veloso - voz
- Sérgio Godinho - voz
- Manuela Azevedo - voz
- Newmax - voz
- Sérgio Castro - voz
- Miguel Guedes - voz
- Carlos Tê - voz
- Conjunto António Mafra - vozes e instrumentos
- Miguel Marafuz - design